# Парламентські вибори в Новій Зеландії 2008
49-ті вибори в Парламент Нової Зеландії відбулися 8 листопада 2008 року.
Головними суперниками в передвиборних перегонах були Національна партія Нової Зеландії (очільник Джон Кі) і Лейбористська партія, очолювана чинним прем'єр-міністром країни Гелен Елізабет Кларк.
Перемогу здобула опозиційна Національна партія Нової Зеландії.
У всій країні в школах, громадських клубах і навіть у гаражах було відкрито 2,7 тисяч виборчих дільниць, у яких, за попередніми даними, проголосувало не менше 2,97 млн осіб при населенні 4,3 мільйона осіб.
"Цього року зафіксована найбільша активність виборців. Проте, як і під час минулої виборчої кампанії, доступ до голосування залишається закритим для тих осіб, хто не був своєчасно зареєстрований або сидить у в'язниці понад три роки. Зі списку виборців також виключені громадяни Нової Зеландії, які понад три роки безперервно жили за межами держави".